# Ростокинский проезд
Росто́кинский прое́зд — проезд в Восточном административном округе города Москвы на территории Муниципального округа (района) Сокольники. Пролегает в национальном парке «Лосиный остров». Начинается от Ростокинского путепровода (проходящего над железнодорожными путями Ярославского направления МЖД Московской железной дороги между станциями «Маленковская» и «Яуза»; до него — улица Бориса Галушкина) и продолжается до перекрёстка Богородского шоссе с улицей Богатырский мост. Нумерация домов ведётся от Ростокинского путепровода.

## История
Названа так 29 февраля 1928 г. по направлению к бывшему селу Ростокино (см. район Ростокино).
Участок от железнодорожных путей до Путяевских прудов носил своё название — Алексеевский просп.

## Расположение
Ростокинский проезд находится на территории национального парка Лосиный остров.
Ростокинский проезд начинается от Ростокинского путепровода (проходящего над железнодорожными путями между станциями «Маленковская» и «Яуза» Ярославского направления МЖД Московской железной дороги; до него — улица Бориса Галушкина) и продолжается до Богородского шоссе.
К Ростокинскому проезду справа примыкают 5-й и 6-й Лучевые просеки, а также обозначенный на картах, но неподписанный проезд между ними, проходящий мимо бомбоубежища, находящегося (если смотреть с Ростокинского проезда) позади АЗС «МТК» (№ 152).
К Ростокинскому проезду слева примыкает улица Богатырский мост.

## Примечательные места, здания и сооружения

### Водоёмы
Каскад Путяевских прудов:
- Вид на 6-й Путяевский пруд, в сторону Ростокинского проезда.[3]
- 5-й Путяевский пруд. Вид от 4-го.[3]
- 3-й Путяевский пруд. Вид на 1-й и 2-й островы с правого берега. Кряквы. Снегопад.[3]
- Кряквы на правом береге 3-го Путяевского пруда.[3]

### Здания
Всего зданий: 5; максимальный номер дома — 15.

| - 3 | - 3с6 | - 11с1 | - 13а | - 15 |

- Дом № 3: Федеральный детский эколого-биологический центр.
- Дом № 13а: корпус Московского государственного лингвистического университета (бывш. МГПИИЯ им. Мориса Тореза).

## Транспорт

### Наземный транспорт
Непосредственно по проезду пролегают трассы трамвайных маршрутов № 11 и 25 и автобусного маршрута № 311. На остановке "Ростокинский проезд", расположенной на пересечении с улицей Богатырский мост и 6-м Лучевым просеком, возможна пересадка на автобус № С675.

### Железнодорожный транспорт
- Ближайшие ЖД станции к Ростокинский проезд :
  - станция «Белокаменная» Московского центрального кольца.
  - платформа «Яуза»[5]